# Cono (algebra lineare)
In algebra lineare, un cono è un sottoinsieme C di uno spazio vettoriale V chiuso rispetto alla moltiplicazione per scalari positivi, cioè
{\displaystyle v\in C,\lambda >0\Rightarrow \lambda v\in C}
Perché questa definizione abbia senso è dunque necessario che nel campo degli scalari sia definito un concetto di "positività", dunque di campo ordinato (come possono essere tipicamente i numeri reali, ma anche i numeri razionali o quelli algebrici).
In modo più compatto, usando la notazione {\displaystyle \lambda C=\{\lambda v:v\in C\}}, un cono è determinato dalla proprietà {\displaystyle C=\lambda C}.

## Proprietà
I coni sono chiusi rispetto all'unione, l'intersezione e il passaggio al complementare. Inoltre l'immagine di un cono attraverso una applicazione lineare è ancora un cono e l'insieme "somma"
{\displaystyle C+D=\{v+w:v\in C,w\in D\}}
è ancora un cono, così come gli insiemi {\displaystyle \lambda C} (anche per scalari negativi) e di conseguenza {\displaystyle -C}.

## Cono di un insieme

L'insieme azzurro è un cono convesso. L'insieme in viola corrisponde al cono convesso generato da x e y

Il cono di un insieme X è dato dalla chiusura di X rispetto alla operazione che definisce un cono, cioè è l'insieme che contiene i vettori di X e tutti i loro multipli positivi. Con una notazione sintetica analoga a prima, se {\displaystyle X=\{x_{1},\ldots ,x_{n}\}} e il campo è quello reale, il cono generato da X è dato da {\displaystyle \mathbb {R} ^{+}x_{1}\cup \ldots \cup \mathbb {R} ^{+}x_{n}}.

## Terminologia
Un cono si dice puntato se contiene l'origine e non contiene nessuna coppia di vettori opposti, cioè {\displaystyle C\cap -C=\{0\}}.
Un cono C si dice convesso se
{\displaystyle \lambda v+\mu w\in C}
per ogni v,w in C e per ogni coppia di scalari {\displaystyle \lambda ,\mu >0} (o equivalentemente, se {\displaystyle \lambda C+\mu C=C}). Evidentemente, un cono convesso è un insieme convesso e la "somma" di due coni {\displaystyle C+D} corrisponde al cono convesso generato dalla loro unione.
Ogni sottospazio vettoriale di V è un cono convesso.